# Перекальский, Александр Петрович
Александр Петрович Перекальский (12 сентября 1924 — 23 июня 2016) — заслуженный тренер СССР и РСФСР по фехтованию, судья международной категории. Мастер спорта СССР (1956).

## Биография
Родился 12 сентября 1924 года в селе Осино-Гай Тамбовской губернии.
Участник Великой Отечественной войны.
В 1943 году стал заниматься фехтованием.
Получил высшее образование по специальности преподаватель физвоспитания.
Был членом сборной команды СССР по сабле. В 1948 году стал заниматься тренерской деятельностью.
С 1955 года по 1992 год работал тренером московского «Динамо». На Олимпийских играх 1980 года и Олимпийских Играх 1988 года выступал тренером сборной команды СССР. На Олимпиаде 1988 года его совет помог сборной команде по фехтованию на рапирах получить золотую медаль. Он сказал, что у спортсменов уже есть серебряные медали, но если они хотят получить золотые, то должны соревноваться со сборной командой ФРГ. Команда СССР победила со счетом 9:5.
На Олимпийских Играх 1992 года возглавлял Объединенную команду СНГ.
Ученики Александра Перекальского: чемпионка мира в командных соревнованиях Алла Петровна Королева, многократный чемпион мира Алексей Владимирович Никанчиков. Алексей Никанчиков начал заниматься рапирой у Александра Перекальского в юниорском возрасте.
В мае 2011 года принимал участие во встрече спортсменов-участников Великой Отечественной войны с руководителем Минспорттуризма Виталием Мутко.

## Награды
- Орден Отечественной войны 2-й степени[2]